# Edlmühl
Edlmühl ist ein Ortsteil der Gemeinde Treffelstein im Oberpfälzer Landkreis Cham (Bayern).

## Geographische Lage
Das Dorf Edlmühl liegt etwa einen Kilometer östlich von Treffelstein an der Staatsstraße 2154 in der Nähe des Braunmühlbachs, der ungefähr drei Kilometer weiter nordöstlich in der Steinlohe entspringt und einen Kilometer weiter südlich in den Biberbach mündet.

## Geschichte
1613 wurde erwähnt, dass ein Kind aus Edlmühl die Schule in Biberbach besuchte und 1643 gingen vier Kinder aus Edlmühl nach Biberbach zur Schule.
Bei Edlmühl wurde im Jahr 1680 dem Söldner Georg Peter Schmidt sein vierjähriger Sohn von einem Wolf geraubt, der das Kind in kurzer Zeit bis auf einige kleine Reste auffraß.
In einer Meldung der Landesdirektion wurde Edlmühl am 2. Mai 1806 als zur Filiale Biberbach gehörig mit 57 Einwohnern aufgeführt. 1837 war Edlmühl im Diözesanmatrikel mit 7 Häusern und 50 Einwohnern aufgeführt. 1845 wurde notiert, dass es in Edlmühl 8 Hausnummern mit 70 Einwohnern gab, worunter einige sehr wohlhabend waren. Die Einwohner von Edlmühl ernährten sich zu dieser Zeit von Flachsanbau und Viehzucht.
Speziell wurde die Boiermühle mit zwei Gängen und einer Schneidsäge erwähnt.
Zum Stichtag 23. März 1913 (Osterfest) wurde Edlmühl als Teil der Expositur Treffelstein mit 13 Häusern und 73 Einwohnern aufgeführt.
Die Boiermühle wurde extra genannt mit einem Haus und 9 Einwohnern.
Zur Vorbereitung des Zweiten Weltkrieges wurde in Edlmühl ein Betonbunker gebaut.
Am 31. Dezember 1990 hatte Edlmühl 34 Einwohner und gehörte zur Pfarrei Treffelstein.